# 津市立久居中学校
津市立久居中学校（つしりつひさいちゅうがっこう）は、三重県津市久居西鷹跡町にある公立中学校。

## 概要
津市内にある、津市立誠之小学校、津市立成美小学校、津市立戸木小学校の各小学校の卒業生の主な進路先となっている。

## 主な行事
- 4月 入学式
- 5月  体育祭
- 10月 文化祭
- 3月 卒業式

## 著名な出身者
- 御給匠（サッカー）